# ژیلبر ماسوک
ژیلبر ماسوک (انگلیسی: Gilbert Massock؛ زادهٔ ۵ ژوئن ۱۹۷۷) بازیکن فوتبال اهل کامرون بود.
از باشگاه‌هایی که در آن بازی کرده است می‌توان به باشگاه ورزشی ساحلی دانکرک و باشگاه فوتبال سئول اشاره کرد.
وی همچنین در تیم ملی فوتبال کامرون بازی کرده است.